# Alex Desruelles
Pour les articles homonymes, voir Desruelles.
Alex Desruelles est un architecte belge actif principalement à Bruxelles qui fut adepte des styles Art nouveau, éclectique et Beaux-Arts.

## Immeubles de style « Art nouveau »
- 1903 : rue J. Van Oost, 56 - Schaerbeek
- 1906 : avenue Brugmann, 146 - Forest (arcs remarquables)
- 1906 : avenue Brugmann, 291 - Uccle
- 1906 : rue du Beffroi, 9 - Bruxelles
- 1907 : rue Berkendael, 88 - Forest (immeuble démoli, site occupé actuellement par l'école européenne)

## Immeubles de style éclectique
Immeubles de style éclectique
- 1903 : avenue de la Renaissance, 2 - Bruxelles
- 1906 : Avenue Brugmann, 140 - Forest
- 1906 : Avenue Brugmann, 142 - Forest
- 1906 : Avenue Brugmann, 144 - Forest
- 1906 : Avenue Brugmann, 146 - Forest
- 1907 : rue Royale, 130 - Bruxelles
- 1907 : rue Berkendael, 88 - Forest
- 1907 : avenue Brugmann, 315 - Uccle
- 1908 : rue de Hennin, 2 - Ixelles
- 1908 : chaussée d’Ixelles, 297 - Ixelles
- 1908 : chaussée d’Ixelles, 299 - Ixelles
- 1908 : chaussée d’Ixelles, 301 - Ixelles
- 1908 : avenue Molière, 185 - Forest
- 1908 : avenue Molière, 187 - Forest
- 1908 : avenue Molière, 189 - Ixelles
- 1908 : avenue Molière, 191 - Ixelles
- 1909 : avenue Molière, 189 - Ixelles
- 1909 : rue du Bailli, 95 - Ixelles
- 1909 : parvis de la Trinité, 7 - Ixelles (Inspiration néo-classique)
- 1909 : avenue Brugmann, 311 - Uccle
- 1910 : rue Philippe Baucq, 32 - Etterbeek
- 1910 : rue Berkendael, 151 - Forest
- 1910 : rue Berkendael, 153 - Forest
- 1910 : avenue des Villas, 24 - Saint-Gilles
- 1910 : rue Berkendael, 151 - Forest
- 1910 : rue Berkendael, 153 - Forest
- 1911 : rue de Vergnies, 36 - Ixelles
- 1911 : rue de Vergnies, 42 - Ixelles
- 1911 : avenue Louis Lepoutre, 25 - Ixelles
- 1911 : avenue Louis Lepoutre, 27 - Ixelles
- 1911 : avenue Louis Lepoutre, 29 - Ixelles
- 1911 : avenue Louis Lepoutre, 31 - Ixelles
- 1914 : rue de Venise, 69 - Ixelles

## Immeubles de style Beaux-Arts
- 1910 : avenue Jef Lambeaux, 15 - Saint-Gilles
- 1912 : avenue d'Auderghem, 277 - Etterbeek
- 1924 : rue Masui, 5-13 - Bruxelles (Immeuble à appartements)
- 1926 : rue Franz Merjay, 64 - Ixelles

## Bâtiments industriels
- 1922 : Brasserie Lamot, Van Beethovenstraat - Mechelen
- 1927 : Entrepôt frigorifique, rue d'Arquet 45 - 49, inachevé, occupé ultérieurement et jusqu'en 2014 par les Archives de l'État à Namur[2]
- 1929 : Malterie du Château de Beloeil (1894 - 2011)